# Henri Greder
Henri E. Greder, dit Titi, est un pilote de rallye français, né le 30 novembre 1930 à Nancy et mort le 14 août 2012 à Tournai.

## Biographie
Sa carrière en compétition automobile s'étend de 1960 à 1980. Sa dernière course est le rallye WRC de l'Acropole en 1980. "Celigny" est son dernier copilote, de 1975 à 1980.
Il a essentiellement couru sur des véhicules Ford (Falcon et Mustang) et Opel (Commodore, Ascona et Kadett), en rallyes.
De 1969 à 1975, il a participé aux 24 Heures du Mans sept fois consécutivement pour sa propre écurie, le Greder Racing créé en 1969, sur Chevrolet Corvette 7,0 L V8. Ses meilleurs classements ont été 8e en 1970, 12e en 1973 et 18e en 1974 (alors avec Marie-Claude Charmasson).
En 1982, il décide de partir vivre aux États-Unis, à 52 ans.

## Palmarès

### Titres
- Triple-champion de France des rallyes: 1964 et 1965 (catégorie Tourisme), puis 1966 (catégorie Tourisme de série);
- Champion de France de Tourisme des circuits : 1974;
  - Vice-champion d'Europe des rallyes: 1963 (2 victoires);
  - 3e du championnat de France des rallyes: 1968.

### Victoires et performances notables

#### Copilote
- Rallye de Genève 1960, comme copilote de Roger de Lageneste, sur Alfa Romeo Giulietta Ti;
- Coupe des Alpes 1960, comme copilote de R. de Lageneste, sur Alfa Romeo Giulietta SZ, en catégorie Grand Tourisme;
- Rallye Pétrole-Provence 1960, comme copilote de R. de Lageneste, sur Alfa Romeo Giulietta Ti;
- Critérium des Cévennes 1963, comme copilote de Jo Schlesser, sur AC Cobra;
  - 2e du Tour de Corse 1959, comme copilote de Roger de Lageneste, sur Alfa Romeo Giulietta TI;
  - 4e du Tour de Corse 1960, comme copilote de Roger de Lageneste, sur Alfa Romeo Giulietta SS.

#### Pilote
- Rallye de Genève 1963 et 1964 (copilote Martial Delalande, sur Ford Falcon Futura Sprint);
- Rallye des Tulipes 1963 (copilote Martial Delalande, sur Ford Falcon Futura Sprint);
- Rallye des Routes du Nord 1964 et 1965, en catégorie Tourisme (copilote Martial Delalande, sur Ford Falcon puis Ford Mustang), 1966 en Groupe 1 (copilote Gilbert Staepelaere, sur Ford Falcon);
- Critérium Neige et Glace 1965, en catégorie Tourisme, sur Ford Mustang;
- Rallye du Limousin 1965, en catégorie Tourisme, sur Ford Mustang;
- Rallye de La Baule 1965, en catégorie Tourisme, sur Ford Mustang;
- Rallye du Mont-Blanc 1965, en catégorie Tourisme, sur Ford Mustang;
- Rallye Lyon-Charbonnières 1966, en catégorie Tourisme, sur Ford Mustang HP (copilote Marie-Claude Beaumont);
- Rallye de l'Ouest 1966, en catégorie Tourisme, sur Ford Mustang HP;
- Rallye du Limousin 1966, en catégorie Tourisme, sur Ford Mustang HP;
- Targa Florio, en catégorie Sports et Sports + de 2 litres, sur Ford GT40 (5e au général, copilote Jean-Michel Giorgi);
- 1 000 kilomètres du Nürburgring, en catégorie Sports + de 3 litres, sur Ford GT40 (7e au général, copilote Jean-Michel Giorgi);
- Tour de France automobile 1969, en catégorie Grand Tourisme, avec  André Vigneron sur Chevrolet Corvette (2e au général);
- Tour de France automobile 1970, en groupe 1, avec « Céligny » sur Opel Kadett GT/E (10e au général); 
  - 2e du Tour de Corse 1963 (copilote J. Greder, sur Ford Falcon);
  - 2e du Tour de France automobile 1969 (avec André Vigneron, sur Chevrolet Corvette);
  - 5e du Tour de Corse 1966 (copilote André Vigneron, sur Ford Cortina Lotus) ;
  - 6e du Tour de Corse 1961 (copilote Alain Bertaut, sur Alpine);
  - 6e du Tour de France automobile 1960, avec Roger de Lageneste, sur Alfa Romeo Giulietta SZ;
  - 7e du Tour de Corse 1973 (copilote « Christine », sur Opel Commodore GSE);
  - 9e du rallye Monte-Carlo 1969;
  - 9e du Tour de Corse WRC 1976;
  - 10e du Tour de Corse WRC 1975;
  - 12e du rallye Monte-Carlo IMC 1971;
  - 16e du rallye Monte-Carlo WRC 1977.

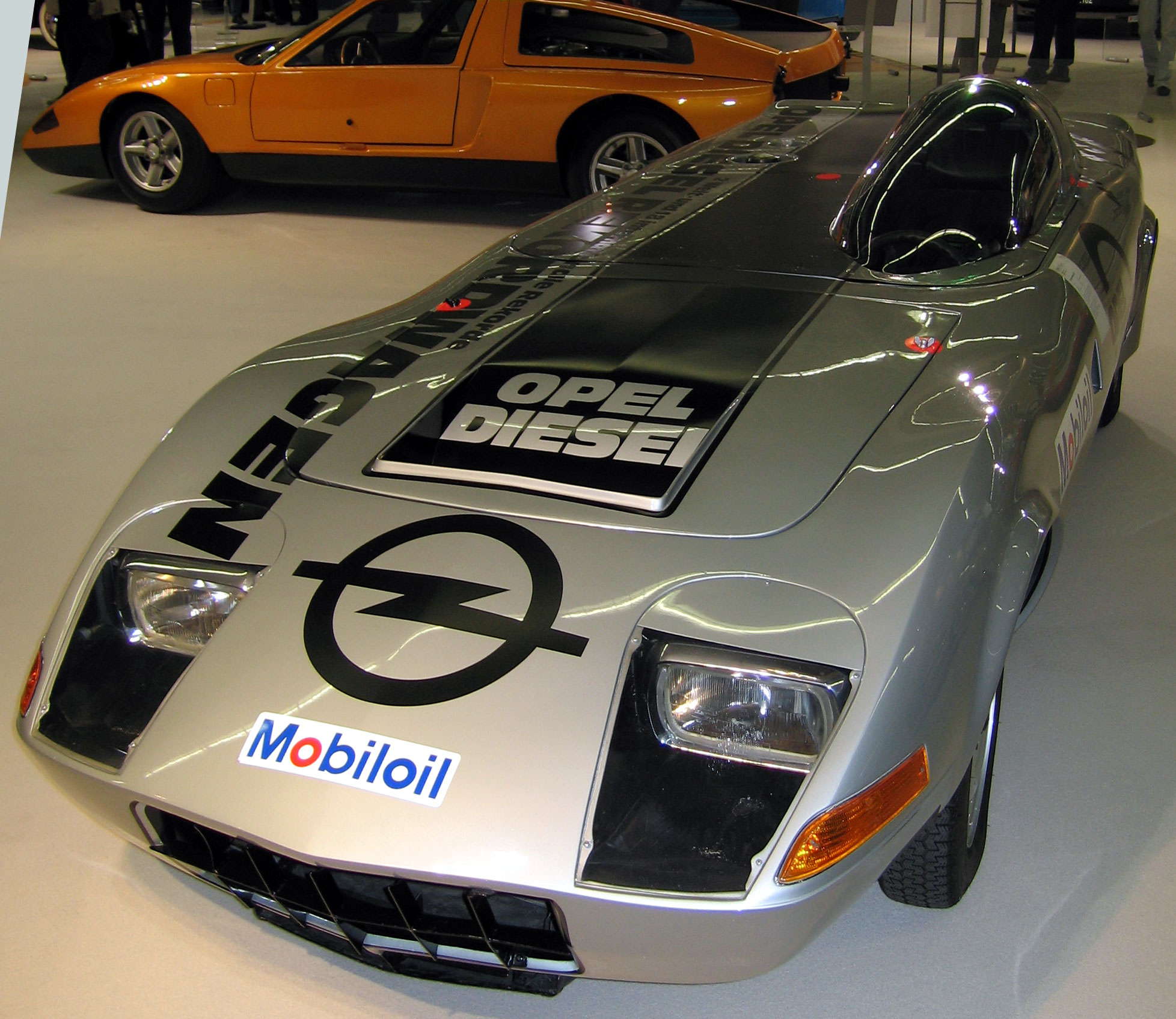
L'Opel GT des records mondiaux de vitesse en 1972.

- Participation aux Records mondiaux de vitesse du programme Opel sur GT diesel : lancé en janvier 1971 et concrétisé le 1er juin 1972 à Dudenhofen, en Catégorie A3 Groupe 3 de 1 à 10 000 kilomètres[1] (avec Marie-Claude Beaumont, Paul Frère, Sylvia Österberg et deux autres pilotes de renommée internationale, l'allemand Joachim Springer et l'italien Giorgio Pianta).

- Participation au Tour Auto 2009, (copilote Pierre Greder, sur Opel Commodore GS/E)